# Гай Сабуций Майор Цецилиан
Гай Сабуций Майор Цецилиан (лат. Gaius Sabucius Maior Caecilianus) — римский государственный деятель второй половины II века.

## Биография
Его отца звали Гай. Цецилиан происходил из Квиринской трибы. По всей вдимости, его родиной была Италия или Северная Африка. Он последовательно занимал ряд должностей: народного трибуна, претора, куратора Соляной дороги и алиментационного фонда примерно в 175 году, судьи Фламинии и Умбрии, затем судьи Британии, после чего стал префектом Сатурнова эрария. Незадолго до 180 года Цецилиан находился на посту легата пропретора провинции Белгика и проконсула Ахайи. В 186 году Сабуций достиг пика своей карьеры — он занял должность консула-суффекта вместе с Валерием Сенеционом. Кроме того, он был жрецом обожествленного императора Клавдия. Внуком Цецилиана был сенатор Гай Сабуций Майор Фаустин.